# Рейдвілл
Рейдвілл (англ. Reidville) — містечко в Канаді, у провінції Ньюфаундленд і Лабрадор.

## Населення
За даними перепису 2016 року, містечко нараховувало 509 осіб, показавши зростання на 7,4%, порівняно з 2011-м роком. Середня густина населення становила 8,7 осіб/км².
З офіційних мов обидвома одночасно володіли 5 жителів, тільки англійською — 505.
Працездатне населення становило 58,9% усього населення, рівень безробіття — 26,8% (36,7% серед чоловіків та 15,4% серед жінок). 89,3% осіб були найманими працівниками, а 7,1% — самозайнятими.
Середній дохід на особу становив $38 366 (медіана $27 200), при цьому для чоловіків — $51 969, а для жінок $24 927 (медіани — $40 320 та $20 256 відповідно).
27,4% мешканців мали закінчену шкільну освіту, не мали закінченої шкільної освіти — 20%, 51,6% мали післяшкільну освіту, з яких 14,3% мали диплом бакалавра, або вищий.
| Статево-вікова структура населення | Статево-вікова структура населення | Статево-вікова структура населення | Статево-вікова структура населення | Статево-вікова структура населення |
| ---------------------------------- | ---------------------------------- | ---------------------------------- | ---------------------------------- | ---------------------------------- |
|                                    |                                    |                                    |                                    |                                    |
| Всього                             | Всього                             | 49,0%51,0%                         |                                    |                                    |
| 0 — 14 років                       | 0 — 14 років                       |                                    | 15,5%                              | 15,5%                              |
| 15 — 64 років                      | 15 — 64 років                      |                                    | 64,1%                              | 64,1%                              |
| 65 і більше                        | 65 і більше                        |                                    | 20,4%                              | 20,4%                              |
| Середній вік (років)               | Середній вік (років)               | 44,344,2                           | 44,2                               | 44,2                               |
| Медіана (років)                    | Медіана (років)                    | 46,948,0                           | 47,6                               | 47,6                               |
| — чоловіки — жінки                 |                                    |                                    |                                    |                                    |

| Походження мешканців:     | Походження мешканців:     | Походження мешканців: | Походження мешканців: | Походження мешканців: |
| ------------------------- | ------------------------- | --------------------- | --------------------- | --------------------- |
| Походження                |                           |                       | осіб                  | %                     |
| Корінні американці        | Корінні американці        |                       | 125                   | 22.32%                |
| Інше північноамериканське | Інше північноамериканське |                       | 380                   | 67.86%                |
| Європейське               | Європейське               |                       | 255                   | 45.54%                |
| британське                | британське                |                       | 250                   | 44.64%                |
| французьке                | французьке                |                       | 15                    | 2.68%                 |

| Зайнятість населення за галузями (за класифікацією NOC): | Зайнятість населення за галузями (за класифікацією NOC): | Зайнятість населення за галузями (за класифікацією NOC): | Зайнятість населення за галузями (за класифікацією NOC): | Зайнятість населення за галузями (за класифікацією NOC): |
| -------------------------------------------------------- | -------------------------------------------------------- | -------------------------------------------------------- | -------------------------------------------------------- | -------------------------------------------------------- |
|                                                          |                                                          |                                                          |                                                          |                                                          |
| Управління                                               | Управління                                               |                                                          | 5,6%                                                     | 5,6%                                                     |
| Бізнес, фінанси та адміністрування                       | Бізнес, фінанси та адміністрування                       |                                                          | 16,7%                                                    | 16,7%                                                    |
| Природничі та прикладні науки                            | Природничі та прикладні науки                            |                                                          | 5,6%                                                     | 5,6%                                                     |
| Охорона здоров'я                                         | Охорона здоров'я                                         |                                                          | 3,7%                                                     | 3,7%                                                     |
| Освіта, правозахист, муніципальні та урядові служби      | Освіта, правозахист, муніципальні та урядові служби      |                                                          | 7,4%                                                     | 7,4%                                                     |
| Мистецтво, культура, відпочинок та спорт                 | Мистецтво, культура, відпочинок та спорт                 |                                                          | 3,7%                                                     | 3,7%                                                     |
| Роздрібна торгівля та послуги                            | Роздрібна торгівля та послуги                            |                                                          | 22,2%                                                    | 22,2%                                                    |
| Гуртова торгівля, транспорт та обладнання                | Гуртова торгівля, транспорт та обладнання                |                                                          | 27,8%                                                    | 27,8%                                                    |
| Природні ресурси, сільське господарство                  | Природні ресурси, сільське господарство                  |                                                          | 7,4%                                                     | 7,4%                                                     |
| Виробництво                                              | Виробництво                                              |                                                          | 3,7%                                                     | 3,7%                                                     |

## Клімат
Середня річна температура становить 3,6°C, середня максимальна – 19,5°C, а середня мінімальна – -14°C. Середня річна кількість опадів – 1 129 мм.
| Клімат поселення                              | Клімат поселення | Клімат поселення | Клімат поселення | Клімат поселення | Клімат поселення | Клімат поселення | Клімат поселення | Клімат поселення | Клімат поселення | Клімат поселення | Клімат поселення | Клімат поселення | Клімат поселення |
| Показник                                      | Січ.             | Лют.             | Бер.             | Квіт.            | Трав.            | Черв.            | Лип.             | Серп.            | Вер.             | Жовт.            | Лист.            | Груд.            |                  |
| Середній максимум, °C                         | −3,29            | −3,88            | 0,54             | 6,07             | 11,82            | 17,02            | 19,46            | 19,08            | 14,34            | 8,99             | 3,80             | −1,48            |                  |
| Середня температура, °C                       | −8,36            | −8,96            | −4,54            | 0,99             | 6,74             | 11,94            | 16,41            | 16,02            | 11,29            | 5,94             | 0,74             | −4,55            |                  |
| Середній мінімум, °C                          | −13,43           | −14,03           | −9,62            | −4,09            | 1,67             | 6,86             | 13,37            | 12,96            | 8,24             | 2,88             | −2,33            | −7,6             |                  |
| Норма опадів, мм                              | 100              | 78               | 73               | 68               | 81               | 90               | 95               | 112              | 107              | 111              | 109              | 105              |                  |
| Середньомісячна швидкість вітру, м/с          | 4.20             | 3.97             | 4.07             | 3.90             | 3.56             | 3.36             | 3.15             | 3.12             | 3.37             | 3.50             | 3.80             | 4.00             |                  |
| Середньомісячна сонячна радіація, кДж/м²·день | 3594             | 6597             | 10877            | 14528            | 17574            | 19072            | 18537            | 15690            | 11552            | 6912             | 3781             | 2689             |                  |
| --------------------------------------------- | ---------------- | ---------------- | ---------------- | ---------------- | ---------------- | ---------------- | ---------------- | ---------------- | ---------------- | ---------------- | ---------------- | ---------------- | ---------------- |
| Джерело:                                      |                  |                  |                  |                  |                  |                  |                  |                  |                  |                  |                  |                  |                  |